# 11001001
11001001 je petnaesta epizoda prve sezone američke znanstveno-fantastične serije Zvjezdane staze: Nova generacija.

## Radnja
Enterprise stiže u Zvjezdanu Bazu 74 s ciljem nadogradnje brodskog računalnog sustava koju će obaviti Bynari, pripadnici vrste koja je životno ovisna o računalima. 
Nešto kasnije, Bynari prilagode brodsko računalo da podigne uzbunu. Računalo izvijesti o slabljenju magnetskog polja oko warp jezgre koje će dovesti do neminovnog proboja jezgre i uništenja Enterprisea u roku nekoliko minuta. Ne mogavši pronaći Picarda i Rikera, Data naredi evakuaciju Enterprisea i njegovo lansiranje u otvoreni svemir izvan Zvjezdane Baze s ciljem zaštite od eksplozije.
Istovremeno, Bynari uspiju namamiti Picarda i Rikera u holodek koristeći se izuzetno privlačnim ženskim hologramom za koji dvojac pogrešno pretpostavi kako se radi o stvarnoj ženi.

Zabavljajući se u holodeku, Picard i Riker shvate kako je brod napušten te ubrzo otkriju kako je Enterprise otet od strane Bynara. Ne želeći da brod padne u neprijateljske ruke, Picard i Riker pokrenu slijed za samouništenje u roku od pet minuta nakon čega se teleportiraju na most, gdje otkriju kako Bynari umiru te odluče isključiti slijed za samouništenje. 
Ubrzo se Enterprise nađe u orbiti bynarskog matičnog planeta te se otkrije kako su Bynari nakon snažne eksplozije ostali bez središnjeg računala koje ih je održavalo na životu. U nedostatku adekvatnih zamjenskih mehanizam odlučili su oteti Enterprise kako bi se poslužili njegovim središnjim računalom kao privremenom zamjenom.
Shvativši o čemu je riječ, Picard i Riker odluče pomoći Bynarima da spase svoju civilizaciju. Nakon što su im pomogli, Picard i Riker se vrate u Zvjezdanu Bazu 74 kako bi ukrcali ostatak posade.

## Vanjske poveznice
- 11001001 na startrek.com   Arhivirana inačica izvorne stranice od 26. lipnja 2009. (Wayback Machine)